# Geuzenhof

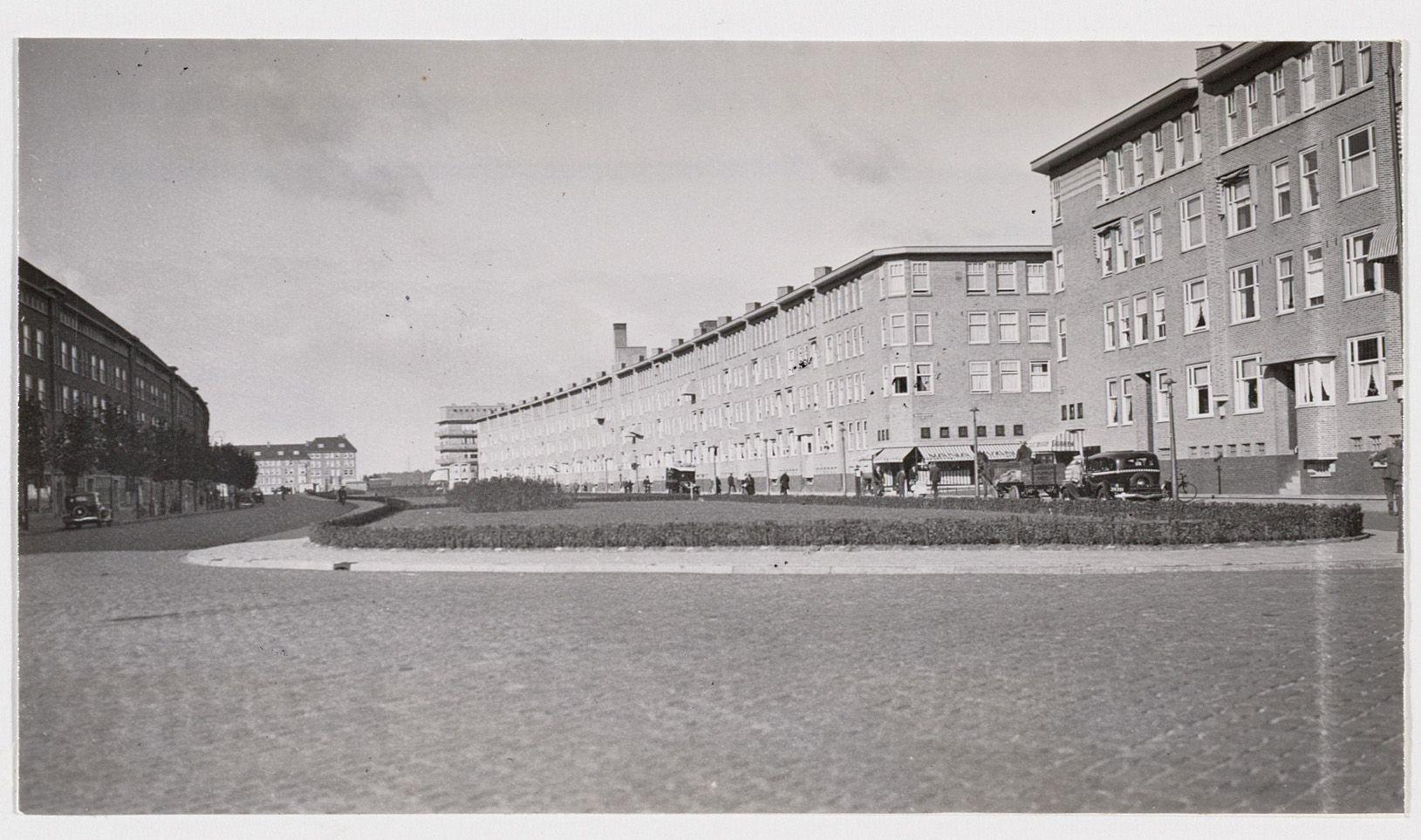
De Willem de Zwijgerlaan gezien in noordelijke richting met in het midden Geuzenhof I en rechts Geuzenhof II; 1936.

De Geuzenhof is een woningencomplex in Amsterdam-West, gelegen tussen de Willem de Zwijgerlaan, Geuzenkade, Geuzenstraat, Korte Geuzenstraat en Admiraal de Ruijterweg. Het complex is onderdeel van het Plan Landlust uit 1931. Het complex staat sinds 2013 op de lijst van gemeentelijke monumenten.
De Geuzenhof bestaat uit twee woonblokken, van elkaar gescheiden door de Adriaan van Bergenstraat. In totaal zijn er circa 600 woningen, gebouwd tussen 1933 en 1940. Geuzenhof I is het noordelijke blok uit 1933-1935 en Geuzenhof II is het zuidelijke blok uit 1935-1940.

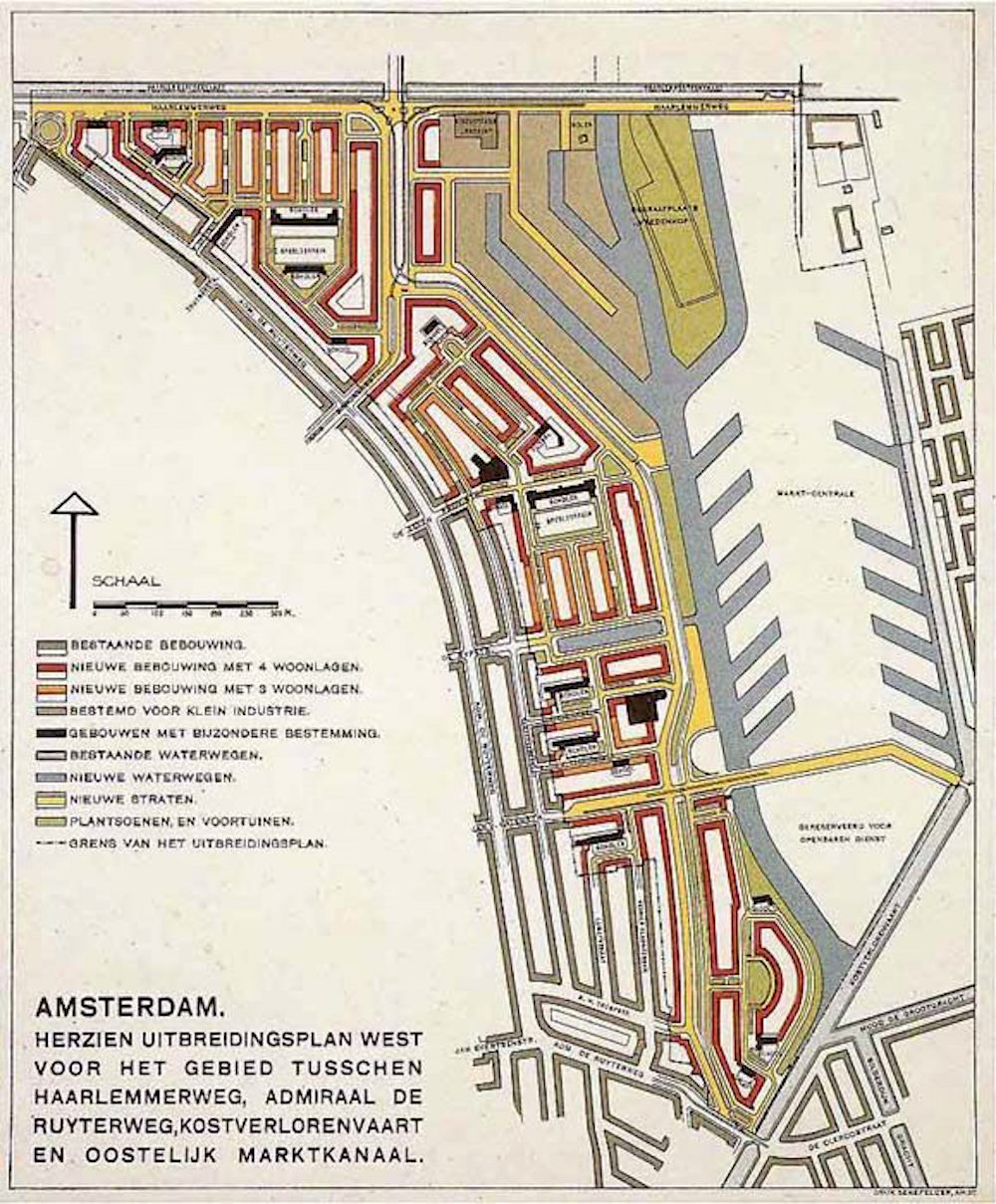
Plan Landlust 1931 in de eerste versie, nog volledig met gesloten bouwblokken

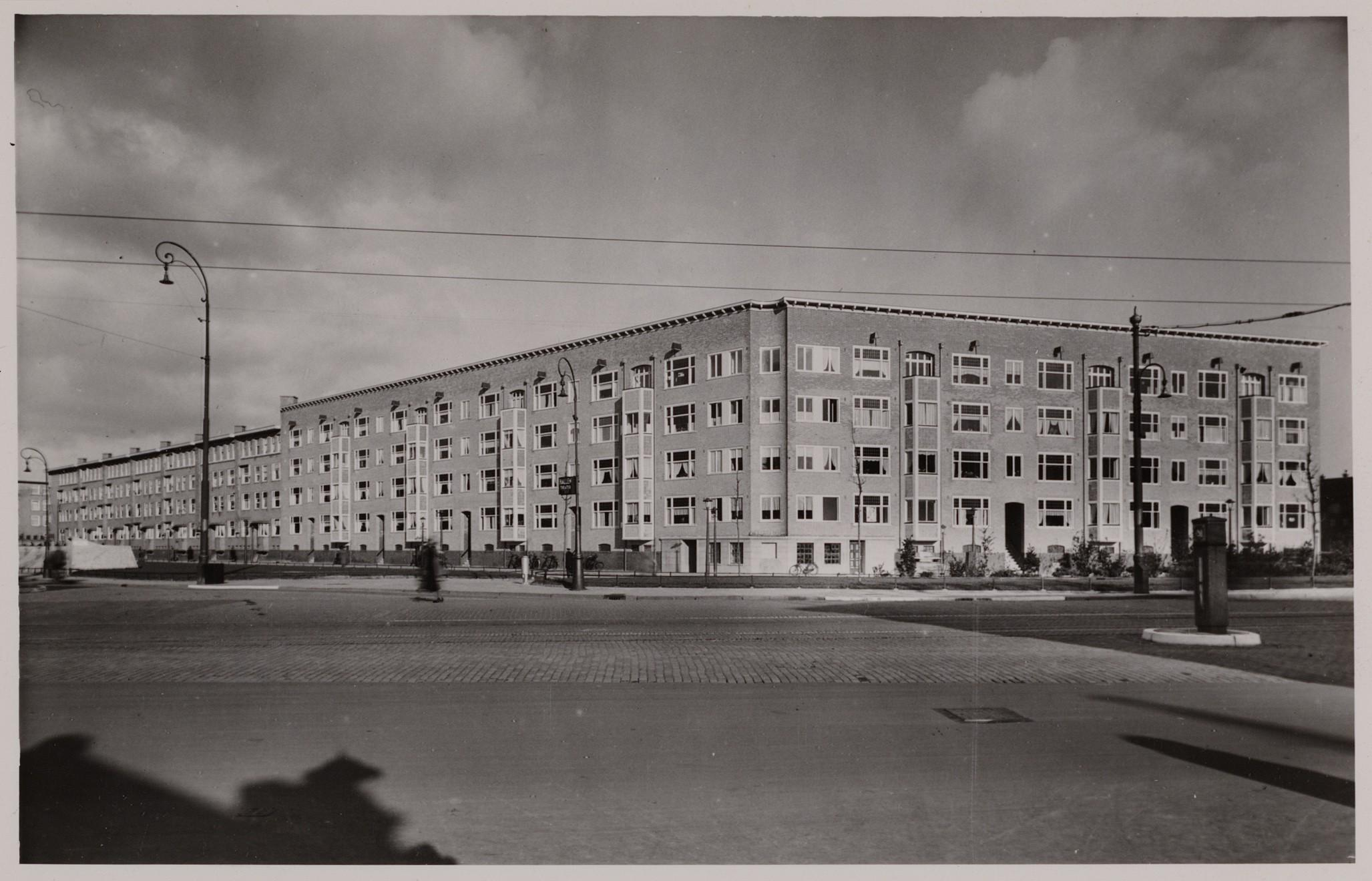
De hoek van de Admiraal de Ruijterweg met de Willem de Zwijgerlaan gezien in noordelijke richting met Geuzenhof II; 1940.

De woningen werden gebouwd door Bouwbedrijf Huibert van Saane namens de N.V. Landlust. Het complex was geïnspireerd op het enkele jaren daarvoor gebouwde  Karl-Marx-Hof in Wenen waar de huizen ook rond een gemeenschappelijke binnenplaats staan. Het ontwerp van Geuzenhof I is van architect J. Dunnebier, die in 1929 betrokken was bij het ontwerp van Krugerhof aan de Tugelaweg, ook met een gemeenschappelijke binnentuin en bergingen in het souterrain in plaats van op de zolders.
Het zuidelijke deel van Geuzenhof II werd in dezelfde stijl ontworpen door J.F. Berghoef in samenwerking met J. Dunnebier. Dit deel onderscheidt zich door erkers over drie etages en een hogere voorgevel. Door problemen met de financiering werd de bouw vertraagd en kon het laatste deel van het complex pas in 1940 worden opgeleverd. Ook moest eerst in 1938 het meest zuidelijke deel van de Willem de Zwijgerlaan worden verlegd. In 1942 werd de naastgelegen Oranjehof opgeleverd, die ook door bouwondernemer Huibert van Saane werd gerealiseerd.
De woningen waren zeer modern, zij beschikten bij de bouw al over blokverwarming en een douche met centrale warmwatervoorziening. Voorts was er een droogkast voor de was, een radio in elke woning en een liftje voor de boodschappen. Op de begane grond waren bergingen met fietsenstallingen. In Geuzenhof II kregen de woningen keukens van de firma Bruynzeel, in 1937 ontworpen door Piet Zwart.
De open ruimte binnen de blokken was ingericht als gemeenschappelijke tuin. Het ontwerp hiervoor werd gemaakt door de tuinarchitecte Mien Ruys. Dit was haar eerste tuin voor sociale woningbouw en haar eerste grote gemeenschappelijke tuin in Amsterdam. De tuin van Geuzenhof I heeft een oppervlakte van 8.300 m2 en een lengte van 220 meter. In 2022 werd deze tuin opnieuw aangelegd door de firma Copijn, op basis van het oorspronkelijke ontwerp uit 1935.

## Weblinks
Het verhaal van Geuzenhof, Gerlinde Schuller, documentatie over de geschiedenis van de Geuzenhof